# Константин (шхуна, 1848)
«Константин» — парусная двухмачтовая шхуна Аральской флотилии Российской империи, построенная для изучения Аральского моря, одно из первых российских судов на Аральском море.

## Описание судна
Парусная двухмачтовая шхуна, построенная специально для исследований Аральского моря. Длина шхуны между перпендикулярами по сведениям из различных источников составляла от 14,3 до 14,33 метра, ширина от 4,88 до 4,9 метра, а осадка от 1,8 до 1,85 метра. Вооружение судна состояло из двух орудий.

## История службы
Шхуна «Константин» была построена лейтенантом А. И. Бутаковым в Оренбурге в 1848 году, как военное судно, предназначенное для исследования Аральского моря. В том же году в разобранном виде доставлена на подводах из Оренбурга в Раим, где была собрана и спущена на воду.

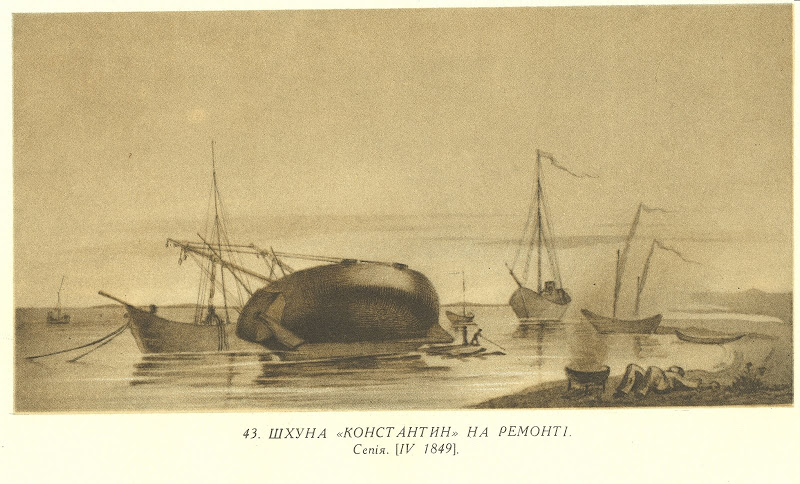
Т. Г. Шевченко, «Шхуна „Константин“ на ремонте», 1849 год

Принимала участие в Аральской экспедиции 1848—1849 годов под руководством капитан-лейтенанта А. И. Бутакова и прапорщика К. Е. Поспелова. В экипаж шхуны в первом плавании входил находящийся в оренбургской ссылке Тарас Шевченко, принятый в экспедицию в качестве художника.
В августе 1848 года недалеко от острова Барсакельмес экипаж шхуны пережил сильную бурю, продолжавшуюся около трех суток.
В сентябре были открыты острова Константина, Николая I и Наследника. Вся цепь островов обследовалась экспедицией одновременно.

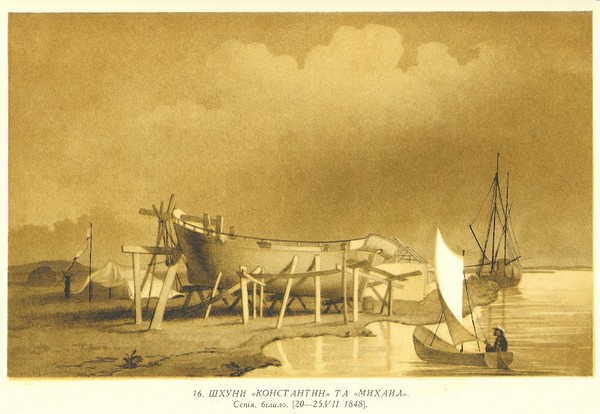
Т. Г. Шевченко, «Шхуны „Константин“ и „Михаил“», 1848 год

В апреле 1849 года шхуна подверглась ремонту. Ремонт судна описан в докладной записке А. И. Бутакова В. А. Обручеву и изображен на рисунках Тараса Шевченко.
24 мая (5 июня) 1849 года экипажем шхуны был открыт остров Толмачева, а 30 августа (11 сентября) остров Беллинсгаузена. В кампанию того же года на шхуне А. И. Бутаковым были астрономически определены 9 пунктов и составлена меркаторская карта Аральского моря. За выполнение гидрографических работ на шхуне «Константин» А. И. Бутаков был награждён российским орденом Святого Владимира IV степени, прусским орденом Красного Орла III степени, пожалован пенсией 157 рублей в год и избран почётным членом берлинского гидрографического общества.
21 июля (2 августа) 1863 года шхуна была исключена из списков судов флотилии.

## Командиры шхуны
Командиром парусной шхуны «Константин» в составе Российского императорского флота в 1848 и 1849 годах служил лейтенант, а с 12 (24) января 1849 года капитан-лейтенант А. И. Бутаков.

## Память
- Судно периодически встречается в произведениях Тараса Шевченко.
- Фигурирует в рассказе Ю. В. Давыдова «На шхуне»[11].